# تپه عبدالحسین
تپه عبدالحسین مربوط به دوره نوسنگی است و در شهرستان دلفان، بخش مرکزی، در دهستان خاوه جنوبی و در روستای عبدالحسین واقع شده و این اثر در تاریخ ۵ آذر ۱۳۸۰ با شمارهٔ ثبت ۴۲۶۲ به‌عنوان یکی از آثار ملی ایران به ثبت رسیده است.

از اوایل هزارهٔ هفتم پیش‌ازمیلاد سکونت‌گاهی در تپه عبدالحسین تشکیل شد که کمپ فصلی عشایر رمه‌گردان بوده‌است.
قدیمی‌ترین لایه‌های تپهٔ عبدالحسین شامل مجموعه‌ای است از اجاق‌ها، مربوط به دورهٔ پیش‌ازسفال، و لایه‌های بعدی، از دورهٔ با سفال، دیوارهای خشتی دارد.
به‌نظر می‌رسد بین این دوره‌های سکونت، عبدالحسین برای چندهزار سال رها شده بوده باشد.